# Cyrtonota caprishensis
Cyrtonota caprishensis (лат.) — вид жуков щитоносок (Cyrtonota) из семейства листоедов. Север Чили[где?].
Вид обнаружен в 2003 году в Перу[где?], а описан в 2007. Видовое название дано в честь провинции, где он был обнаружен.

## Описание
длина: 14.75-16.05 мм (среднее значение 15.40)
ширина: 12.14-13.16 мм (среднее значение 12.65)
длина переднеспинки: 2.62-2.63 (среднее значение 2.625), ширина переднеспинки: 7.47-7.87 (среднее значение 7.67), отношение длины к ширине: 1.214-1.219 (среднее значение 1.217), ширина/длина переднеспинки: 2.84-3.00 (среднее значение 2.92); измерение проходило на двух образцах.
Тело почти круглое по очертаниям, вершина надкрылий округлая.
Переднеспинка чёрная, крайний передний край вдоль головы тёмно-коричневый, с каждой стороны покрыт длинными золотистыми сеточками. Щиток чёрный, надкрылья бугристые коричневого цвета, вдоль шва тянется тёмно-коричневая полоса. Нижнюю сторону надкрылий поясняют краем фульвуса. Голова, включая клипеус. Усиковый сегмент смолянисто-коричневый и сегменты и усиковая вставка ржавого цвета, остальные сегменты чёрные. Ноги совершенно чёрные.  Грудная клетка и брюшко чёрные, последние два брюшных сегмента с небольшими пятнами ржавого цвета по бокам. Вентриты без металлического блеска.
Переднеспинка субпентагональная, с закруглёнными передним и задним углами, в 2,9 раза шире длины, с максимальной шириной в середине, бока слегка сходятся сзади, передний край слегка выемчатый. Диск слегка выпуклый, тусклый, срединная линия гладкая с несколькими мелкими проколами, микроретикулярный, с тремя неглубокими базальными оттисками. Поясняющие поля умеренно впечатлены, очень редки и мелко пунктированы. Наклон диска и отпечаток поясного края с каждой стороны покрыты почти круглой, золотистой волосистой областью.  Оставшаяся область поясного края с редкими волосками плотно прилегает к его поверхности.
Щиток маленький, треугольный, тусклый, гладкий и нечеткий. Основание надкрылий отчетливо шире переднеспинки, плечевые кости сильно выступают вперед, плечевые углы широкие, округлые. Диск надкрылий с очень высокой постскутеллярной высотой и очень мелким, едва заметным постскутеллярным отпечатком. Профиль надкрылий сильно угловатый. Пункция диска совершенно нерегулярная и очень плотная, отчетливо реже в переднем, чем в заднем отделе, выемки умеренно крупные. Поверхность диска гладкая и тусклая без отпечатков.  Вся поверхность надкрылий покрыта редкими, длинными надкрыльями. Пунктуация полей более тонкая и редкая, чем на диске.
Клипеус, вентриты и ноги без диагностических признаков. Соотношение длин сегментов антенны: 100:55:68:109:72:81:62:77:74:84:126.
Адеагус чёрный как смоль, вершина острая, слегка выступающая, трубка сбоку сужается от основания.

## Отличие вида
Относится к уникальной группе, характеризующейся надкрыльями и переднеспинкой без металлического блеска,округлой шишкой надкрылий, надкрыльями с рытвинами, переднеспинкой с плотной сеткой пятен и бугорчатым надкрыльевым диском. 
В его группу входят только два описанных вида – Cyrtonota lurida (Spaeth, 1913) из Колумбии и Cyrtonota aurovestita (Spaeth, 1932) из Эквадора. Оба вида отличаются от нового частично чёрными надкрыльями, в то время как у Cyrtonota caprishensis надкрылья равномерно желтовато-коричневые. C. lurida отличается меньшим размером; чёрные плечевые Калли; чёрный рубец на надкрыльях и шве; короткие, толстые жесткие и плотные сеточки на надкрыльях; плотно и грубо проколотые надкрылья; проколы с умеренно глубокой ямкой; Нижний постскутеллярный бугорок. C. caprishensis имеет гладкую поверхность надкрылий с плотной пунктацией без ямки, весьма длинные сеточки и высокий постскутанный бугорок. C. aurovestita имеет такие же выпуклые надкрылья, но несколько крупнее и отличается: узким чёрным рубцом по краю надкрылий; чёрным участком на плечевой кости, шве, основании надкрылий и постскутеллярном бугорке; полностью чёрными усиками; плечевые углы слегка выступающие вперед; умеренно грубая пункция. C. caprishensis имеет углы плечевой кости, умеренно выступающие вперед; базальные усиковые сегменты ржавого цвета;плотный и гладкий прокол надкрылий. Сеточки на переднеспинке и надкрыльях у C. lurida и C. caprishensis золотистые, а у C. aurovestita-малиново-золотистые.   C. huallagensis (Spaeth, 1913) из другой группы очень похож на C. caprishensis из-за сходных размеров, формы и окраски, но отличается переднеспинкой с двумя красноватыми пятнами без сеточек..